# Eduard Ludwig (Politiker)

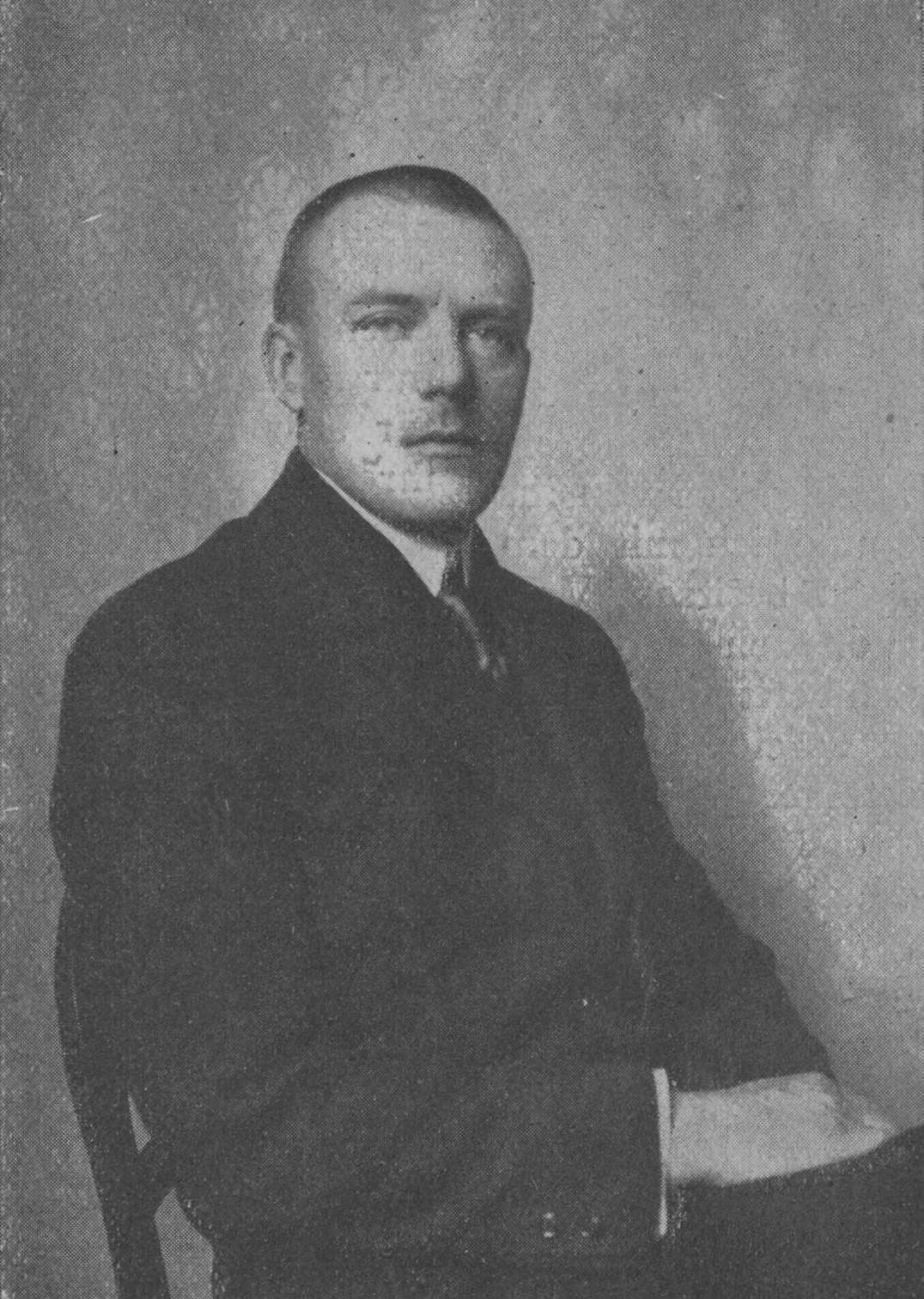
Eduard Ludwig, um 1924

Eduard Ludwig (* 9. Jänner 1883 in Persenbeug; † 26. Dezember 1967 in Brunn bei Pitten oder Wien) war ein österreichischer Jurist, Politiker und Diplomat. 

## Leben

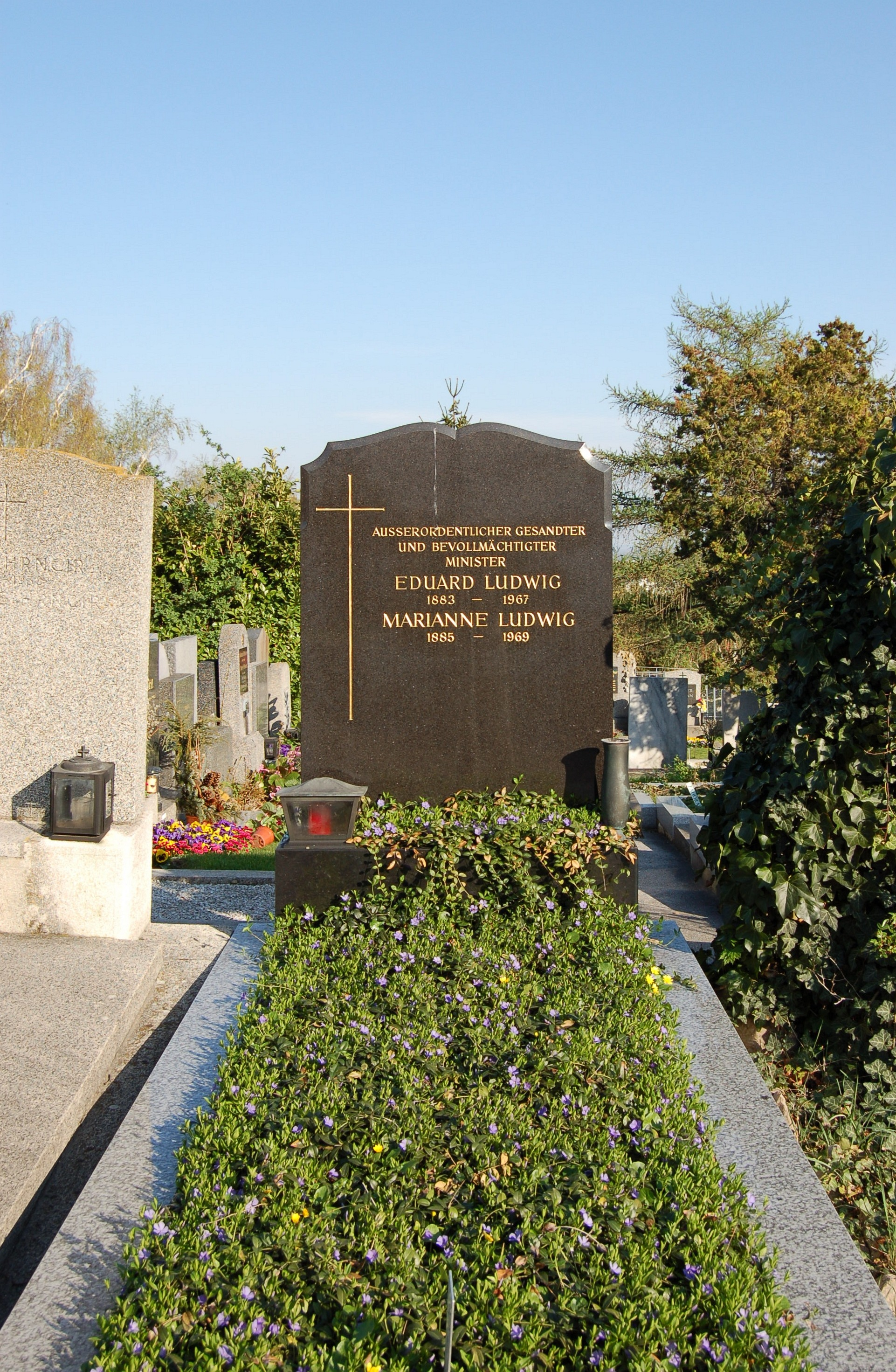
Grabstätte auf dem Sieveringer Friedhof

Eduard Ludwig absolvierte nach dem Gymnasium ein Studium der Rechtswissenschaft. Von 1910 bis 1914 war er im „Literarischen Büro“ des K.u.k. Ministeriums des kaiserlichen Hauses und des Äußern beschäftigt. Nach dem Ersten Weltkrieg baute er den Bundespressedienst auf und war von 1921 bis 1936 dessen Leiter. Im Jahr 1924 war er ao. Gesandter und bev. Minister. Von 1936 bis 1938 war er Mitglied des Staatsrats und Präsident der Österreichischen Pressekammer, von 1937 bis 1938 Mitglied des Bundestages. Nach dem „Anschluss“ Österreichs wurde er von 1938 bis 1942 im KZ Dachau und verschiedenen Gefängnissen inhaftiert, anschließend musste er sich zwangsweise in Brandenburg an der Havel niederlassen. 1943 durfte er nach Wien zurückkehren.
Nach dem Zweiten Weltkrieg trat er der Österreichischen Volkspartei bei und war von 1945 bis 1949 Abgeordneter zum Österreichischen Nationalrat. Er war ab 1945 Mitglied des Rates der „Union Parlamentaire Européenne“, ab 1949 war er Vertreter des österreichischen Parlaments und ab 1953 der Bundesregierung beim Europarat und Vorsitzender des österreichischen parlamentarischen Rats der Europabewegung.
Eduard Ludwig lehrte als Honorarprofessor für Zeitungswissenschaft an der Universität Wien, von 1946 bis 1958 war er dort Leiter des Instituts für Zeitungswissenschaft. Er war auch Gründer (1946) und Vorsitzender des Verbandes Geistig Schaffender und Österreichischer Autoren.
Eduard Ludwig starb im 85. Lebensjahr, als Sterbeort wird entweder Brunn bei Pitten oder Wien angegeben. Er wurde in einem Ehrengrab auf dem Sieveringer Friedhof (Abteilung 2, Gruppe 11, Reihe 4, Nummer 51) bestattet.

## Publikationen
- Parlament und Presse. Österreichische Staatsdruckerei, Wien 1953.
- Österreichs Sendung im Donauraum. Österreichische Staatsdruckerei, Wien 1954